# جرج یانگ
سر جرج یانگ (انگلیسی: Sir George Yonge, 5th Baronet; ۱ ژانویهٔ ۱۷۳۱ – ۲۵ سپتامبر ۱۸۱۲) سیاستمدار اهل پادشاهی بریتانیای کبیر بود. او همنام است با نام خیابان یانگ، جاده اصلی در تورنتوی کنونی، کانادا، که در سال ۱۷۹۳ توسط معاونفرماندار کل انتاریو، جان گریوز سیمکو نامگذاری شد. یانگ به عنوان یک متخصص در راه‌های رومی شناخته می‌شد: "او مردی ادیب و عضو انجمن باستانی‌ها بود، که خاطرات بسیار خوبی در مورد جاده‌ها و اردوگاه‌های رومی در ارتباط با برخی اکتشافات به آنها ابلاغ کرد. از این رو، نامگذاری خیابان یانگ به نام او مناسب بود، زیرا این خیابان دقیقاً چنین جاده ای است.
وی همچنین برندهٔ جوایزی همچون همکار انجمن سلطنتی شده‌است.